# Orlando Bloom
Orlando Jonathan Blanchard Bloom (Canterbury, 1977. január 13. –) angol színész.
Miután a Gyűrűk ura-filmekben (2001–2003) Legolas szerepében ismertté vált, további fantasy és történelmi témájú művekben szerepelt. Legolasként feltűnt A hobbit-trilógia két részében is, valamint William Turnert alakította A Karib-tenger kalózai filmsorozatban (2003–2017). A 2004-es Trója című filmben Parisz herceget formálta meg.
A 2000-es évek második felétől főszerepeket is kapott, például Ridley Scott Mennyei királyság (2005) című rendezésében vagy a szintén 2005-ös Elizabethtown című tragikomédiában. 2007-ben debütált hivatásos színpadi színészként, 2013-ban a Rómeó és Júlia Broadway-változatában alakította a férfi címszereplőt.
2009-től az UNICEF jószolgálati nagykövete, 2015-ben Britannia-díjat kapott.

## Élete
1977. január 13-án született a leginkább egyházi vezető szerepéről ismert dél-kelet-angliai kisvárosban, Canterbury-ben. Édesanyja Sonia Constance Josephine Copeland aki Angliában született. Nevelőapját, Harry Saul Bloomot, a dél-afrikai születésű zsidó regényírót és az apartheid harc egyik jelentős képviselőjét négyéves korában veszítette el. Őt és nála két évvel idősebb testvérét, Samantha Bloomot (aki szintén színész) édesanyjuk, Sonja Bloom és egy családi barátjuk, Colin Stone nevelte. Édesanyja tizenhárom évesen mondta meg neki, hogy vér szerinti apja Colin.
Orlando fiatalkora óta színész akart lenni, a gyerekkori diszlexiája sem tántorította el az álmától. 1993-ban, tizenhat évesen Londonba költözött, hogy csatlakozzon a National Youth Theatre-höz, ahol két évet töltött el. Ösztöndíjat nyert a Brit–Amerikai Dráma Akadémiára, majd kisebb szerepeket kapott az angol Casualty és a London’s Burning című tévéshowban. 

## Színészi pályafutása
Első filmszerepe az Oscar Wilde szerelmei (1997) című filmben volt. Ennek köszönhetően figyeltek fel rá, és kapta meg A Gyűrűk Ura (2001–2003) tündéjének, Legolasnak a szerepét. Peter Jackson trilógiája meghozta neki a várva várt sikert. 
Kisebb szerepet kapott A Sólyom végveszélyben (2001) című háborús filmben és feltűnt a Calcium kölyök (2003) című vígjátékban egy tejesfiút alakítva, aki végül bokszolóvá válik. A Trója (2004) című filmben Brad Pitt és Eric Bana oldalán szerepelt Parisz herceget megformálva, A Karib-tenger kalózai (2004–2007) filmekben Johnny Depp és Keira Knightley mellett formálta meg Will Turnert, a bátor kovácslegényből lett kalózkapitányt. A Menedék (2004) című filmben társproducerként is közreműködött. 2005-ben játszott az Elizabethtown (2005) című romantikus filmben (Kirsten Dunst partnereként) és a Mennyei királyság című, a keresztes háborúk idejében játszódó történelmi filmben. 2007 szeptemberében fejeződött be az In Celebration című színházi darab bemutatója Londonban, amelyben Orlando is részt vett, Steven szerepében.

## Magánélete
Párkapcsolatban élt Miranda Kerr modellel, egy szakítás után kibékültek, majd 2010 júliusában összeházasodtak, de 2013-ban elváltak. Született egy gyermekük, Flynn. 2016 óta Katy Perry énekesnő volt a partnere, de a kapcsolatuk több mint kilenc év után - amiből hat évig jegyesek is voltak - 2025-ben szakítással végett ért. Közös gyerekük, Daisy Dove 2020. augusztusában született.
1998-ban súlyos balesete történt: kiesett az egyik barátja teraszáról, s három emeletnyit zuhant. Orvosai jóslata ellenére néhány hét után saját lábán hagyta el a kórházat.

## Filmográfia

### Film
| Év   | Magyar cím                                   | Eredeti cím                                            | Szerep                                   | Magyar hang   |
| ---- | -------------------------------------------- | ------------------------------------------------------ | ---------------------------------------- | ------------- |
| 1997 | Oscar Wilde szerelmei                        | Wilde                                                  | férfi prostituált                        |               |
| 2001 | A Gyűrűk Ura: A Gyűrű Szövetsége             | The Lord of the Rings: The Fellowship of the Ring      | Legolas                                  | Rékasi Károly |
| 2001 | A Sólyom végveszélyben                       | Black Hawk Down                                        | Todd Blackburn őrvezető                  | Fekete Zoltán |
| 2002 | A Gyűrűk Ura: A két torony                   | The Lord of the Rings: The Two Towers                  | Legolas                                  | Rékasi Károly |
| 2003 | Ned Kelly – A törvényen kívüli               | Ned Kelly                                              | Joe Byrne                                | Hevér Gábor   |
| 2003 | A Karib-tenger kalózai: A Fekete Gyöngy átka | Pirates of the Caribbean: The Curse of the Black Pearl | ifjabb William Turner                    | Csőre Gábor   |
| 2003 | A Gyűrűk Ura: A király visszatér             | The Lord of the Rings: The Return of the King          | Legolas                                  | Rékasi Károly |
| 2004 | Calcium kölyök                               | The Calcium Kid                                        | Jimmy "Calcium kölyök" Connelly          | Hevér Gábor   |
| 2004 | Trója                                        | Troy                                                   | Parisz                                   | Rékasi Károly |
| 2004 | Menedék                                      | Haven                                                  | Shy                                      | Csőre Gábor   |
| 2005 | Mennyei királyság                            | Kingdom of Heaven                                      | Balian de Ibelin                         | Rékasi Károly |
| 2005 | Elizabethtown                                | Elizabethtown                                          | Drew Baylor                              | Rékasi Károly |
| 2006 | A Karib-tenger kalózai: Holtak kincse        | Pirates of the Caribbean: Dead Man's Chest             | Will Turner                              | Csőre Gábor   |
| 2006 | Szerelem és egyéb katasztrófák               | Love and Other Disasters                               | Hollywood Paolo (cameo)                  |               |
| 2007 | A Karib-tenger kalózai: A világ végén        | Pirates of the Caribbean: At World's End               | Will Turner                              | Csőre Gábor   |
| 2009 | Szeretlek, New York                          | New York, I Love You                                   | David Cooler                             | Gáspár András |
| 2010 |                                              | Sympathy for Delicious                                 | The Stain                                |               |
| 2010 | Fő utca                                      | Main Street                                            | Harris Parker                            |               |
| 2011 | A jó orvos                                   | The Good Doctor                                        | Dr. Martin E. Blake                      | Hevér Gábor   |
| 2011 | A három testőr                               | The Three Musketeers                                   | George Villiers, Buckingham első hercege | Csőre Gábor   |
| 2013 | Zulu                                         | Zulu                                                   | Brian Epkeen                             | Csőre Gábor   |
| 2013 | Lopom a sztárom                              | The Bling Ring                                         | önmaga (archív felvétel)                 |               |
| 2013 | A hobbit: Smaug pusztasága                   | The Hobbit: The Desolation of Smaug                    | Legolas                                  | Rékasi Károly |
| 2014 | A hobbit: Az öt sereg csatája                | The Hobbit: The Battle of the Five Armies              | Legolas                                  | Rékasi Károly |
| 2015 | Az eltűnt tűz nyomában                       | Digging for Fire                                       | Ben                                      | Csőre Gábor   |
| 2017 | Élesítve                                     | Unlocked                                               | Jack Alcott                              | Csőre Gábor   |
| 2017 | A Karib-tenger kalózai: Salazar bosszúja     | Pirates of the Caribbean: Dead Men Tell No Tales       | Will Turner (cameo)                      | Csőre Gábor   |
| 2017 |                                              | Romans                                                 | Malky                                    |               |
| 2017 |                                              | S.M.A.R.T. Chase                                       | Danny Stratton                           |               |
| 2020 | A helyőrség                                  | The Outpost                                            | Benjamin D. Keating főhadnagy            | Zámbori Soma  |
| 2021 |                                              | Billie Eilish: The World's a Little Blurry             | önmaga                                   |               |
| 2021 | Időtlen szerelem                             | Needle in a Timestack                                  | Tommy Hambleton                          |               |
| 2023 | Gran Turismo                                 | Gran Turismo                                           | Danny Moore                              | Miller Zoltán |
| 2024 | A bosszú vérvörös keze                       | Red Right Hand                                         | Cash                                     | Csőre Gábor   |
| 2024 |                                              | The Cut                                                | Bokszoló                                 |               |
| 2024 |                                              | Peppa's Cinema Party                                   | Mr. Raccoon (hangja)                     |               |
| 2025 | Az imprózós akció                            | Deep Cover                                             | Marlon                                   |               |

Egyéb filmek
- 2006: The Armenian Genocide (dokumentumfilm) – Auguste Berneau
- 2007: Everest: A Climb for Peace (dokumentumfilm) – narrátor
- 2011: Fight for Your Right Revisited (rövidfilm) – Johnny Ryall
- 2014: Romeo and Juliet (a Broadway-darab filmváltozata) – Rómeó

### Televízió
| Év        | Magyar cím             | Eredeti cím         | Szerep                | Megjegyzések                                |
| --------- | ---------------------- | ------------------- | --------------------- | ------------------------------------------- |
| 1994–1996 | Baleseti sebészet      | Casualty            | Noel Harrison         | 3 epizód                                    |
| 2000      | Kisvárosi gyilkosságok | Midsomer Murders    | Peter Drinkwater      | 1 epizód                                    |
| 2006      | Futottak még…          | Extras              | önmaga                | - 1 epizód - magyar hangja: - Rajkai Zoltán |
| 2011      |                        | LA Phil Live        | Rómeó                 | 1 epizód                                    |
| 2016      |                        | Easy                | Tom                   | 1 epizód                                    |
| 2017      | A gyógyszer útja       | Tour de Pharmacy    | Juju Peppi            | tévéfilm                                    |
| 2017      |                        | Stairway to Stardom | önmaga                | 1 epizód                                    |
| 2019-2023 |                        | Carnival Row        | Rycroft Philostrate   | állandó szereplő                            |
| 2021      |                        | The Prince          | Prince Harry (hangja) | állandó szereplő                            |

### Videójátékok
| Év   | Cím                                           | Szerep           | Megjegyzések    |
| ---- | --------------------------------------------- | ---------------- | --------------- |
| 2002 | The Lord of the Rings: The Two Towers         | Legolas (hangja) | archív felvétel |
| 2003 | The Lord of the Rings: The Return of the King | Legolas (hangja) | archív felvétel |
| 2004 | The Lord of the Rings: The Third Age          | Legolas (hangja) | archív felvétel |
| 2012 | Lego The Lord of the Rings                    | Legolas (hangja) | archív felvétel |
| 2014 | Lego The Hobbit                               | Legolas (hangja) | archív felvétel |
| 2015 | Lego Dimensions                               | Legolas (hangja) | archív felvétel |

## Díjak és jelölések
- 2002 – MTV Movie Awards – a legjobb első szereplés (férfi) – A Gyűrűk Ura: A Gyűrű Szövetsége
- 2008 – Arany Málna díj jelölés – a legrosszabb férfi mellékszereplő – A Karib-tenger kalózai: A világ végén